# Ban Xoutouat
Ban Xoutouat – wieś położona w południowo-wschodnim Laosie, w prowincji Attapu, w dystrykcie Sanamxay.